# Naisho no Tsubomi
Naisho no Tsubomi é uma série de mangá escrita e desenhada por Yū Yabūchi que se assume como pedagógico e foca na educação sexual. Três episódios OVAs foram lançados entre 25 de abril e 27 de junho de 2008.
A série foi premiada em 2009 com Shogakukan Manga Award na categoria mangá para crianças.

## Resumo
Tsubomi tem 11 anos e está na 5ª série. De repente, a menina tem que lidar co uma série de "segredos": sua mãe está grávida e não quer que ela conte para ninguém, ela tem sua primeira menstruação e não sabe como começa a nutrir uma série de sentimentos novos, especialmente em relação aos meninos. Ao mesmo tempo em que a vida de Tsubomi se complica, uma nova aluna, Saya Endou, se transfere para sua escola. Ela é madura, inteligente e ajuda Tsubomi a lidar com seus problemas.

## Conteúdo
O primeiro volume tem 13 capítulos que abordam questões muito importantes, sempre com sensibilidade e leveza. É um mangá para meninas, mas não deixa de discutir mudanças no corpo dos meninos também.
Questões como menstruação, sexo, gravidez, aparecimento de pelos no corpo, poluções noturnas, a "falsa" rivalidade entre meninos e meninas, o primeiro sutiã, a importância de conhecer o próprio corpo e não se envergonhar dele, a curiosidade em relação ao sexo oposto, os primeiro namoricos. Tsubomi até se preocupa com a questão dos pedófilos que ficam perseguindo menininhas e tenta mostrar as meninas como escapar do assédio de tarados ou fugir de situações de perigo. Tudo isso é discutido e os laços de amizade entre o grupo principal de sete crianças.
1. ↑  «Naisho no Tsubomi». Sentai (em inglês). Consultado em 20 de janeiro de 2025
2. ↑  デジタル大辞泉プラス. «ないしょのつぼみとは？ 意味や使い方». コトバンク (em japonês). Consultado em 20 de janeiro de 2025
3. ↑  «ないしょのつぼみ 1 通常版». Happinet Pictures (em japonês). Consultado em 20 de janeiro de 2025
4. ↑  «ないしょのつぼみ 2 通常版». Happinet Pictures (em japonês). Consultado em 20 de janeiro de 2025
5. ↑  «ないしょのつぼみ 3 通常版». Happinet Pictures (em japonês). Consultado em 20 de janeiro de 2025
6. ↑  Loo, Egan (20 de janeiro de 2009). «54th Shogakukan Manga Award Winners Announced». Anime News Network (em inglês). Consultado em 20 de janeiro de 2025